# Жінки в Збройних силах України

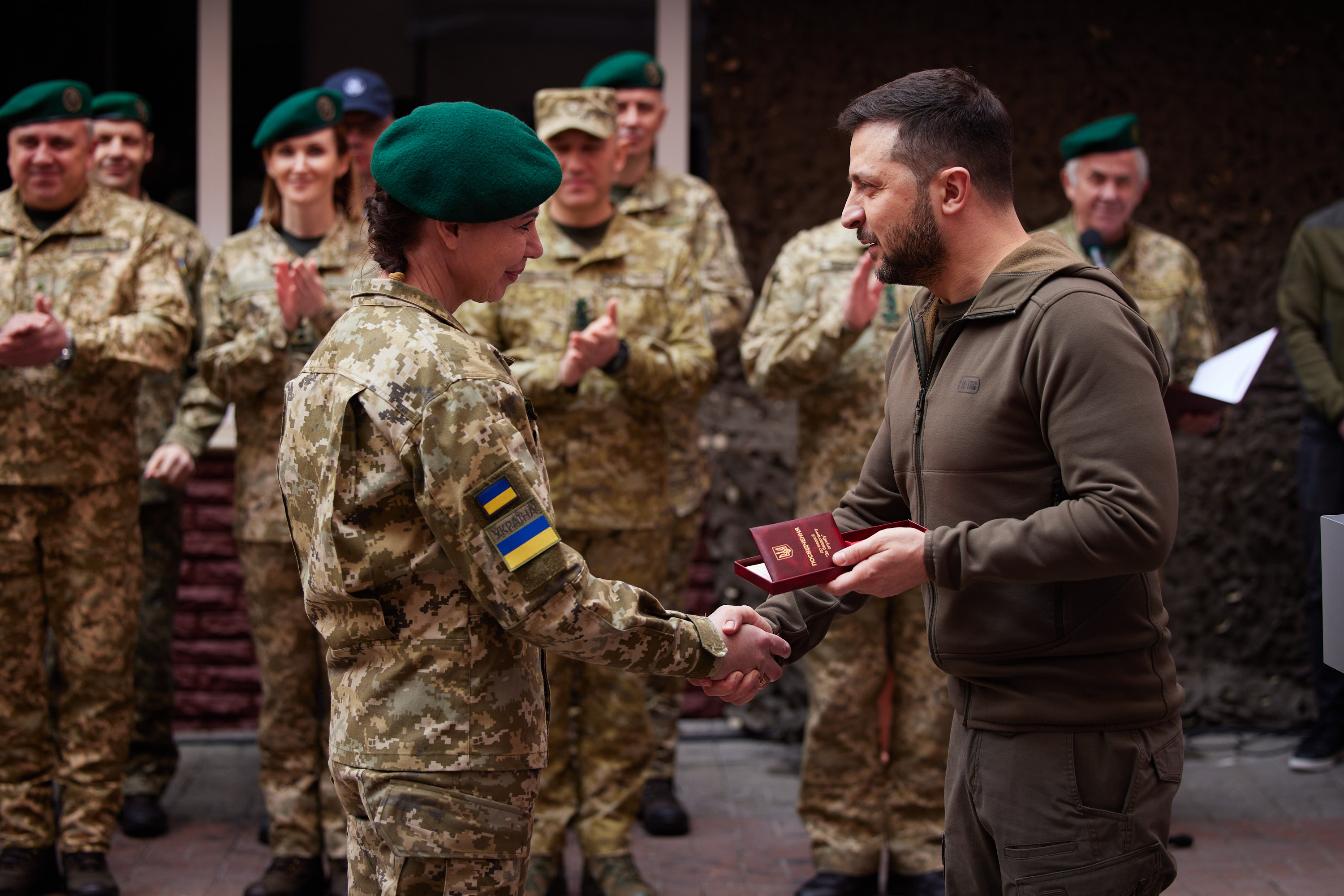
Захисниця державного кордону України отримує нагороду від Президента Зеленського у День прикордонника України, 30 квітня 2022 року

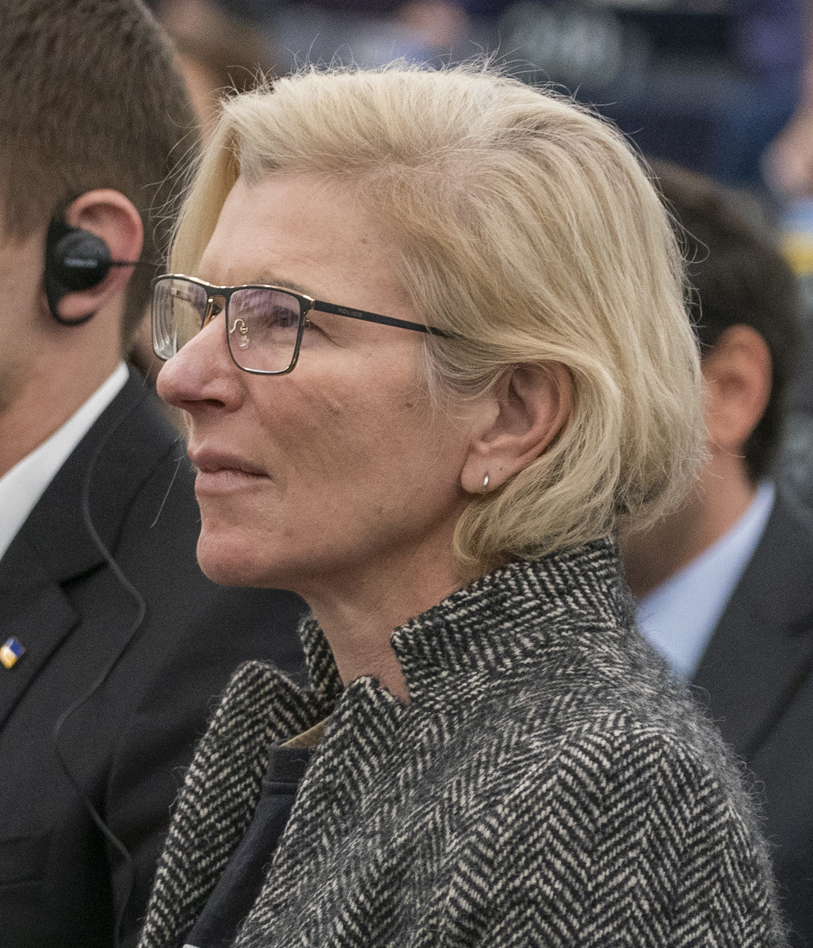
Юлія Паєвська, парамедикиня, засновниця евакуаційної медчастини Angels of Taira, звільнена з російського полону, на врученні Премії імені Сахарова народу України, 2022

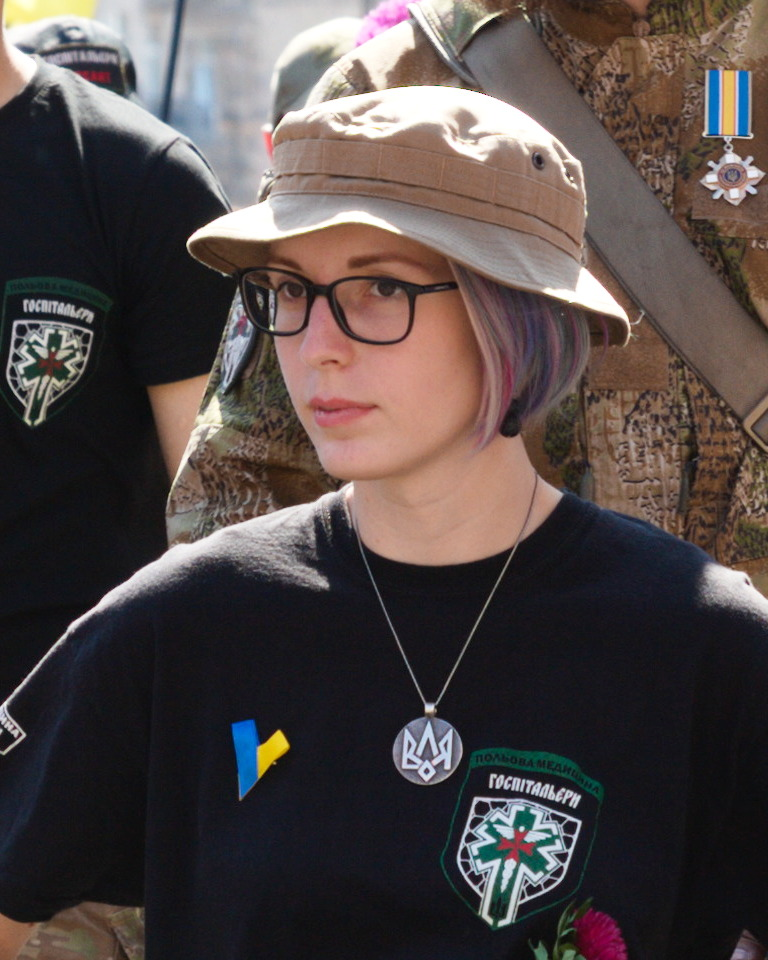
Яна Зінкевич, засновниця і командирка волонтерського медичного батальйону «Госпітальєри», Київ, 24 серпня 2019

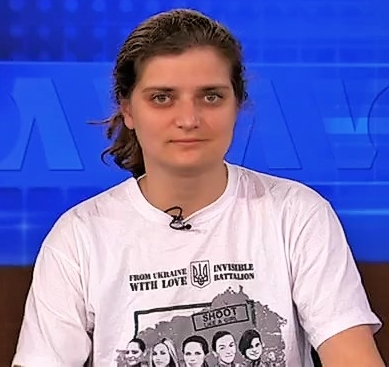
Марія Берлінська, аеророзвідниця, засновниця проєкту про права жінок у ЗСУ «Невидимий батальйон», 2018

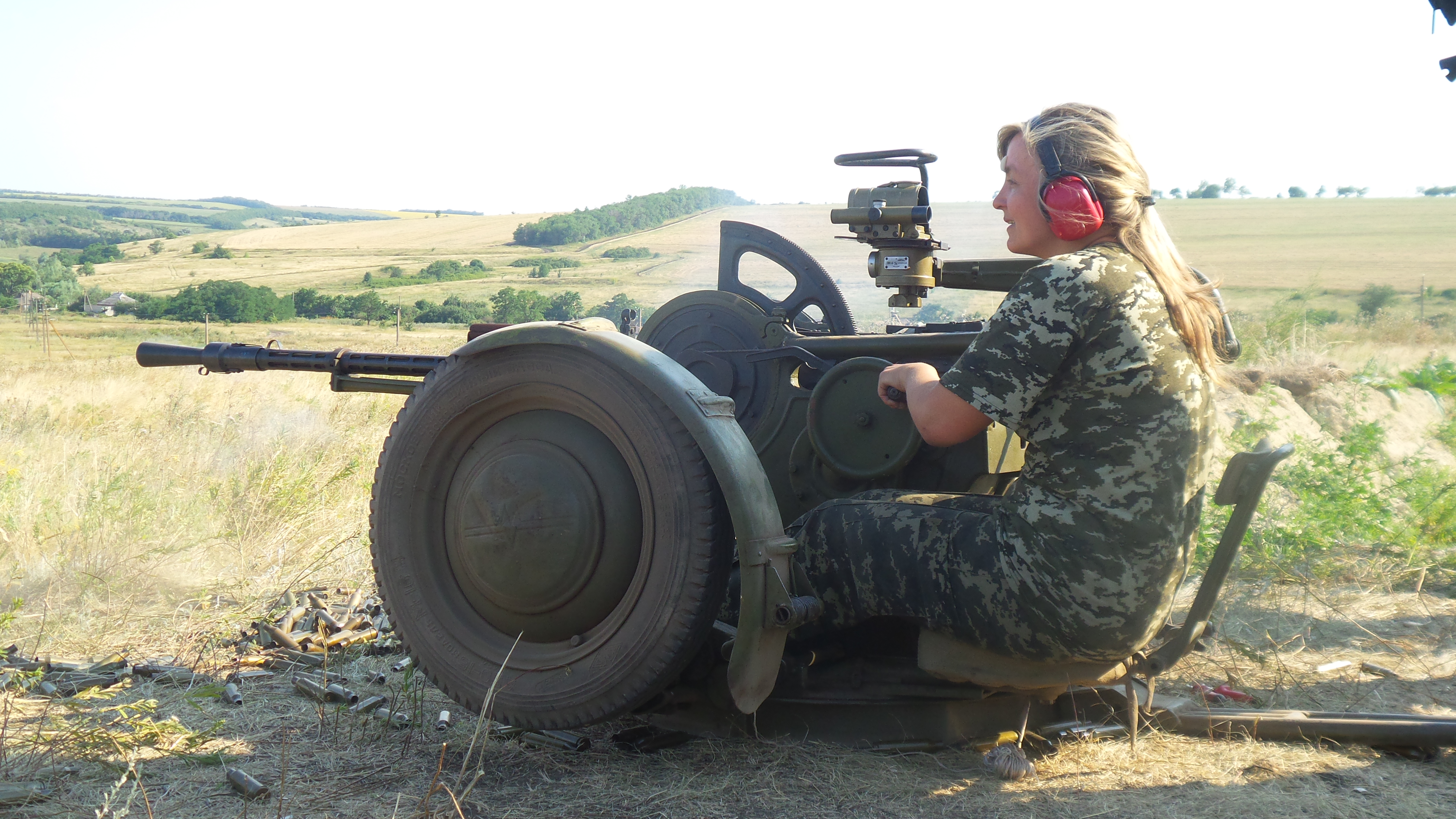
Операторка зенітного кулемета ЗПУ-1 батальйону Айдар, Луганськ, серпень 2014

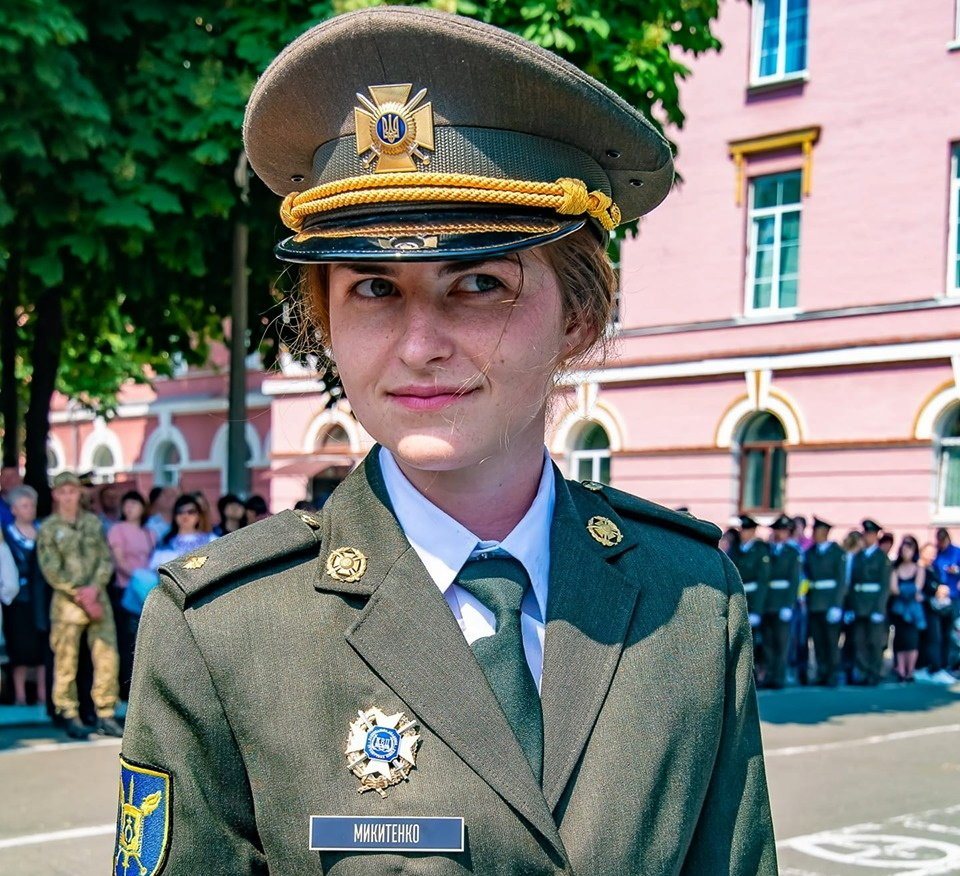
Учасниця російсько-української війни Юлія Микитенко викладала ліцеїсткам Богуна

Військовослужбовиця ЗСУ керує розвідувальним БПЛА Spaitech Sparrow, 2022

Жінки у Збройних силах України присутні на більшості бойових посад та добровільно беруть участь у національно-визвольній боротьбі як військовички та волонтерки попри те, що дискримінаційні законодавчі обмеження на доступ українок до всіх бойових професій було скасовано лише у 2018 році під тиском жіночого ветеранського руху. В Україні один із найвищих показників кількості жінок у збройних силах серед армій світу, включаючи армії НАТО. Станом на 1 березня 2023 року у ЗСУ працювали 60 538 жінок (у 2,5 рази більше за 2014 рік). Із них 42 898 військовослужбовиць (7416 офіцерок (майже всемеро більше за 2014), 11 215 сержантсько-старшинського складу, 22 832 солдаток, 1500 курсанток) і 18 101 особа цивільного складу. Станом на червень 2023 року близько 5500 воячок несли службу на передовій.
Серед головних чинників зростання кількості жінок в ЗСУ — війна на сході України та суттєві зрушення в законодавстві починаючи з 2016 року, які дозволили українкам повніше реалізувати себе у війську, хоча жінки служили в армії в усі роки Незалежності.
В Україні спостерігається позитивна динаміка щодо гендерних стереотипів. Якщо в 2018 році ідею рівноправності жінок і чоловіків в армії підтримували 53% українців та українок, то в 2023 році підтримка зросла до 80%. 85% громадян та громадянок України позитивно ставляться до жінок, які служать у ЗСУ; 81% погоджуються, що жінка може командувати бойовим підрозділом, так само як і чоловік. Питання гендерної рівності отримало належну увагу у суспільстві, тож жінки активніше йдуть у військо.

## Кількість жінок у ЗСУ
Починаючи з 2013 року кількість жінок в ЗСУ впевнено зростає: військовичок загалом станом на травень 2021 було удвічі більше, ніж у 2013. Майже втричі зросла кількість офіцерок (5000), майже вчетверо — курсанток.
З початку широкомасштабного вторгнення Росії в Україну в 2022 році до лав ЗСУ за власним бажанням були призвані понад 11 тисяч жінок. Про це повідомив командувач Об’єднаного оперативного штабу ЗСУ Сергій Наєв: «З першого дня війни жінки нарівні з чоловіками стояли в чергах до територіальних центрів комплектування, щоб долучитися до захисту нашої Батьківщини. Вони обирали найнебезпечніші спеціальності, поповнюючи лави гранатометників, кулеметників, стрільців та снайперів, іноді маючи ... бажання стати навідниками танків, бути у складі обслуги гармат та мінометів».
| Кількість жінок, що проходили військову службу в Збройних силах України (2005—2023) | Кількість жінок, що проходили військову службу в Збройних силах України (2005—2023) | Кількість жінок, що проходили військову службу в Збройних силах України (2005—2023) | Кількість жінок, що проходили військову службу в Збройних силах України (2005—2023) | Кількість жінок, що проходили військову службу в Збройних силах України (2005—2023) | Кількість жінок, що проходили військову службу в Збройних силах України (2005—2023) | Кількість жінок, що проходили військову службу в Збройних силах України (2005—2023) | Кількість жінок, що проходили військову службу в Збройних силах України (2005—2023) |
| Період                                                                              | Загальна кількість жінок в ЗСУ                                                      | Військовослужбовиць                                                                 | Військовослужбовиць                                                                 | Військовослужбовиць                                                                 | Військовослужбовиць                                                                 | Військовослужбовиць                                                                 | Цивільного персоналу                                                                |
| Період                                                                              | Загальна кількість жінок в ЗСУ                                                      | Всього військовослужбовиць                                                          | Солдаток                                                                            | Офіцерсько-старшинського складу                                                     | Офіцерок                                                                            | Курсанток                                                                           | Цивільного персоналу                                                                |
| ----------------------------------------------------------------------------------- | ----------------------------------------------------------------------------------- | ----------------------------------------------------------------------------------- | ----------------------------------------------------------------------------------- | ----------------------------------------------------------------------------------- | ----------------------------------------------------------------------------------- | ----------------------------------------------------------------------------------- | ----------------------------------------------------------------------------------- |
| 01. 03. 2023                                                                        | 60 538                                                                              | 42 898                                                                              | 22 832                                                                              | 11 215                                                                              | 7416                                                                                | 1500                                                                                | 18 101                                                                              |
| 2022                                                                                | Майже 60 000 (листопад)                                                             |                                                                                     |                                                                                     |                                                                                     |                                                                                     |                                                                                     |                                                                                     |
| 2021                                                                                | 57 000 (січень)                                                                     | 32 569 (грудень)                                                                    |                                                                                     |                                                                                     | 3500 (1054) старших офіцерок                                                        |                                                                                     | Понад 54%                                                                           |
| 2020                                                                                | 56 726 (22,5%)                                                                      | 31 757 (15,6%)                                                                      | 25 785                                                                              | 25 785                                                                              | 4810 (8,9%)                                                                         | 1162                                                                                |                                                                                     |
| 2019                                                                                | 57 901                                                                              | 28 683                                                                              | 23 608                                                                              | 23 608                                                                              | 4024                                                                                | 1051                                                                                |                                                                                     |
| 2018                                                                                | 55 000 (жовтень) 55 805                                                             | 26 617                                                                              | 22 129                                                                              | 22 129                                                                              | 3574                                                                                | 914                                                                                 |                                                                                     |
| 2017                                                                                | 56 103                                                                              | 24 897                                                                              | 21 019                                                                              | 21 019                                                                              | 3068                                                                                | 810                                                                                 |                                                                                     |
| 2016                                                                                | 52 425                                                                              | 20 123                                                                              | 17 033                                                                              | 17 033                                                                              | 2553                                                                                | 537                                                                                 |                                                                                     |
| 2015                                                                                | 49 867                                                                              | 17 044                                                                              | 14 351                                                                              | 14 351                                                                              | 2204                                                                                | 489                                                                                 |                                                                                     |
| 2014                                                                                | 41 112                                                                              | 14 319                                                                              | 12 388                                                                              | 12 388                                                                              | 1582                                                                                | 349                                                                                 |                                                                                     |
| 2013                                                                                | 49 926                                                                              | 16 557                                                                              | 9707                                                                                | 4754                                                                                | 1633                                                                                | 370                                                                                 | 33 369                                                                              |
| 2012                                                                                |                                                                                     | 16 962                                                                              |                                                                                     |                                                                                     |                                                                                     |                                                                                     |                                                                                     |
| 2011                                                                                |                                                                                     | 17 008                                                                              |                                                                                     |                                                                                     |                                                                                     |                                                                                     |                                                                                     |
| 2010                                                                                |                                                                                     | 17 386                                                                              |                                                                                     |                                                                                     |                                                                                     |                                                                                     |                                                                                     |
| 2009                                                                                |                                                                                     | 17 783                                                                              |                                                                                     |                                                                                     |                                                                                     |                                                                                     |                                                                                     |
| 2008                                                                                |                                                                                     | 17 942                                                                              |                                                                                     |                                                                                     |                                                                                     |                                                                                     |                                                                                     |
| 2007                                                                                |                                                                                     | 18 536                                                                              |                                                                                     |                                                                                     |                                                                                     |                                                                                     |                                                                                     |
| 2006                                                                                |                                                                                     | 19 228                                                                              |                                                                                     |                                                                                     |                                                                                     |                                                                                     |                                                                                     |
| 2005                                                                                |                                                                                     | 19 366                                                                              |                                                                                     |                                                                                     |                                                                                     |                                                                                     |                                                                                     |

Станом на 22 червня 2023 року, українські військовички проходили службу в:
- Сухопутних військах Збройних сил України – понад 16 000 жінок,
- Повітряних силах ЗСУ – понад 7 000 жінок,
- Військово-морських силах ЗСУ – майже 2 000 жінок,
- Десантно-штурмових військах України – майже 1 000 жінок,
- Силах територіальної оборони ЗСУ – понад 3 000 жінок,
- та інших складових Сил оборони[7].

В Україні дедалі більше жінок прагнуть опанувати саперську професію. У підрозділах Державної спеціальної служби транспорту станом на травень 2023 року виконували завдання з розмінування вже 5 саперок, ще одна проходила курс навчання.

### Учасниці бойових дій
Жінки беруть активну участь у бойових діях. Станом на березень 2021 понад 10% від загальної чисельності особового складу, залученого до  сил та засобів ООС на території Донецької та Луганської областей, складали військовослужбовиці, зазначила радниця Головнокомандувача ЗСУ з гендерних питань Вікторія Арнаутова.
Статус учасниць бойових дій за участь в Антитерористичній операції на сході України (14 квітня 2014 — 30 квітня 2018) та Операції об'єднаних сил (30 квітня 2018 — 24 лютого 2022) отримали станом на березень 2021 понад 13 000 жінок, станом на грудень 2021 понад 16 700.
| Період | Всього отримали статус учасниць бойових дій | З них за участь в АТО | За участь в ООС |
| ------ | ------------------------------------------- | --------------------- | --------------- |
| 2020   | 1662                                        | 19                    | 1943            |
| 2019   | 2293                                        | 116                   | 2177            |
| 2018   | 2701                                        | 2049                  | 652             |
| 2017   | 2483                                        | 2483                  | —               |
| 2016   | 2650                                        | 2650                  | —               |
| 2015   | 1669                                        | 1669                  | —               |
| 2014   | 101                                         | 101                   | —               |

### На владних армійських посадах

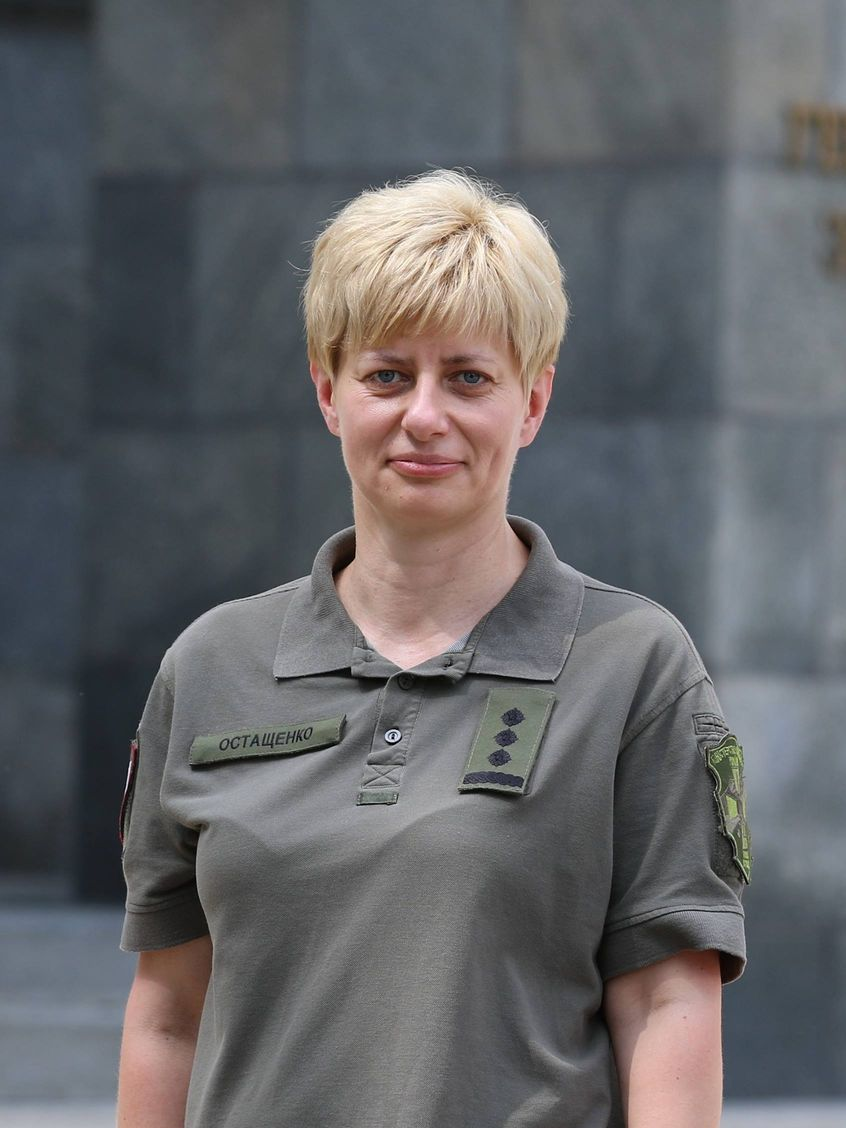
Тетяна Остащенко, перша жінка-командувачка в ЗСУ

Станом на 26 лютого 2021 року на командних посадах служили 925 військовослужбовиць. Станом на грудень 2021 понад 800 військовослужбовиць командували відділенями та взводами.
| Кількість офіцерок на командних посадах (станом на 26. 02. 2021) | Кількість офіцерок на командних посадах (станом на 26. 02. 2021) | Кількість офіцерок на командних посадах (станом на 26. 02. 2021) | Кількість офіцерок на командних посадах (станом на 26. 02. 2021) | Кількість офіцерок на командних посадах (станом на 26. 02. 2021) | Кількість офіцерок на командних посадах (станом на 26. 02. 2021) | Кількість офіцерок на командних посадах (станом на 26. 02. 2021) | Кількість офіцерок на командних посадах (станом на 26. 02. 2021) | Кількість офіцерок на командних посадах (станом на 26. 02. 2021) |
| Командна посада                                                  | Військове звання                                                 | Військове звання                                                 | Військове звання                                                 | Військове звання                                                 | Військове звання                                                 | Військове звання                                                 | Військове звання                                                 | Всього                                                           |
| Командна посада                                                  | Полковниця                                                       | Підполковниця                                                    | Майорка                                                          | Капітанка                                                        | Cтарша лейтенантка                                               | Лейтенантка                                                      | Молодша лейтенантка                                              | Всього                                                           |
| ---------------------------------------------------------------- | ---------------------------------------------------------------- | ---------------------------------------------------------------- | ---------------------------------------------------------------- | ---------------------------------------------------------------- | ---------------------------------------------------------------- | ---------------------------------------------------------------- | ---------------------------------------------------------------- | ---------------------------------------------------------------- |
| Командирка взводу                                                | —                                                                | —                                                                | 3                                                                | 2                                                                | 18                                                               | 36                                                               | 50                                                               | 109                                                              |
| Командирка роти (батареї)                                        | —                                                                | —                                                                | 2                                                                | —                                                                | 6                                                                | 4                                                                | —                                                                | 12                                                               |
| Начальниця відділення (групи, служби)                            | 24                                                               | 70                                                               | 121                                                              | 116                                                              | 205                                                              | 119                                                              | 59                                                               | 714                                                              |
| Начальниця відділення                                            | 20                                                               | 27                                                               | 11                                                               | 10                                                               | 5                                                                | 1                                                                | 1                                                                | 75                                                               |
| Заступниця начальника управління                                 | 8                                                                | 1                                                                | —                                                                | —                                                                | 1                                                                | —                                                                | —                                                                | 10                                                               |
| Начальниця управління                                            | 2                                                                | 1                                                                | 1                                                                | 1                                                                | —                                                                | —                                                                | —                                                                | 5                                                                |
| Всього                                                           | 54                                                               | 99                                                               | 138                                                              | 129                                                              | 235                                                              | 160                                                              | 110                                                              | 925                                                              |

В 2004 році звання генерал-майора міліції отримала прес-секретарка МВС Тетяна Подашевська.
Першою з українських військовослужбовиць, якій присвоєно генеральське звання, стала начальниця Військово-медичного управління Служби безпеки України (з 2014) Людмила Шугалей, яка 12 жовтня 2018 року отримала звання генерал-майора медичної служби.
Перша жінка-командувачка Медичних сил ЗСУ Тетяна Остащенко призначена 30 липня 2021 року, ставши першою жінкою-командувачкою окремого роду сил в історії Збройних сил України та першою жінкою-бригадним генералом.
На березень 2023 року на керівних посадах частка жінок становила 11%. Позитивна динаміка свідчить про те, що в ЗСУ відбуваються серйозні зрушення завдяки планомірній роботі Міністерства оборони.

### Військовополонені

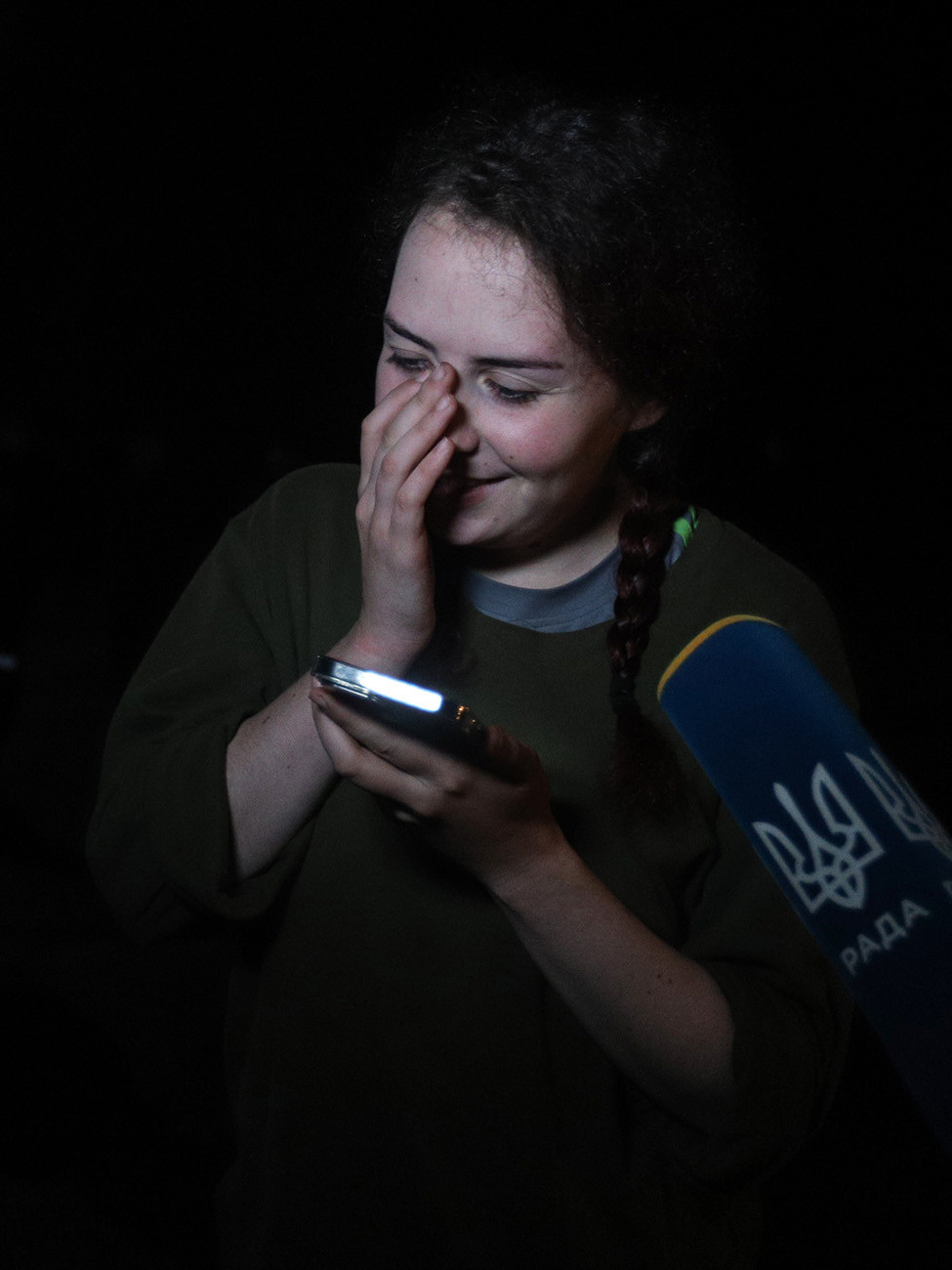
Повернення Катерини Поліщук до України після 4 місяців російського полону, 21 вересня 2022

Станом на кінець червня 2023 року в російському полоні перебувало 126 жінок: 46 військових і 80 цивільних.

Бійчиня 47-ї окремої механізованої бригади "Магура"

### В миротворчих місіях в інших країнах
За статистикою 2021 року, кожен 20-й український миротворець – жінка.
166 військовослужбовиць нині проходять службу і на посадах миротворчого персоналу в складі Місії ООН зі стабілізації в Конго (спостерігачка), Місії ООН у Республіці Південний Судан (штабна офіцерка) та Спільних миротворчих силах у зоні безпеки Придністровського регіону Республіки Молдова (спостерігачка).[джерело?]
У ЗСУ працюють над тим, аби кількість військовослужбовиць зростала. Наразі триває активний відбір та підготовка жінок з подальшим направленням до складу міжнародних операцій з підтримки миру і безпеки на посади офіцерок штабу та радниць.

### Нагороджені військовослужбовиці
Від 2014 року приблизно 4500 українок-учасниць бойових дій отримали високі державні нагороди. З них Державні нагороди України за час проведення операцій АТО/ООС отримали 257 жінок, 9 із яких — посмертно (станом на весну 2021). Станом на грудень 2021 року 302 військовички відзначені державними нагородами, понад 4500 — відомчими та іншими відзнаками.
| Кількість військовослужбовиць, які отримали державні нагороди | 2014 | 2015 | 2016 | 2017 | 2018 | 2019 | 2020 |
| ------------------------------------------------------------- | ---- | ---- | ---- | ---- | ---- | ---- | ---- |
| Всього нагороджених                                           | 69   | 194  | 622  | 516  | 1020 | 1039 | 1379 |
| Державні нагороди України, в тому числі                       | 2    | 30   | 28   | 39   | 31   | 46   | 30   |
| — офіцерки                                                    | 1    | 6    | 8    | 12   | 6    | 15   | 13   |
| — рядові, сержантки і старшини                                | 1    | 24   | 20   | 27   | 25   | 31   | 17   |
| Відзнаки Міністерства оборони України, в тому числі           | 6    | 47   | 75   | 364  | 458  | 448  | 589  |
| — офіцерки                                                    | —    | 22   | 19   | 134  | 183  | 168  | 249  |
| — рядові, сержантки і старшини                                | 6    | 25   | 56   | 230  | 275  | 280  | 340  |
| Почесні нагрудні знаки Головнокомандувача ЗСУ                 | 61   | 117  | 519  | 113  | 531  | 545  | 760  |
| — офіцерки                                                    | 28   | 79   | 127  | 29   | 214  | 231  | 303  |
| — рядові, сержантки і старшини                                | 33   | 35   | 392  | 84   | 317  | 314  | 457  |

## Гендерна політика в ЗСУ
29 квітня 2021 року на оперативно-стратегічному зборі під керівництвом вперше перед вищим керівним складом виступила радниця Головнокомандувача з ґендерних питань Вікторія Арнаутова з доповіддю «Стан ґендерної політики у Збройних Силах України».
Серед головних чинників зростання кількості жінок в ЗСУ — війна на сході України, від початку якої певна кількість жінок були готові виступити на захист країни, та суттєві зрушення в законодавстві починаючи з 2016 року. У 2016 Україна приєдналася до резолюції Ради Безпеки ООН 1325 «Жінки, мир, безпека», а уряд затвердив перший Національний план її виконання на період до 2020 року. Другий План реалізації охоплює 2021–2025 роки (затверджений 16 грудня 2022 року).
Іншим ключовим моментом було введення посади Урядового уповноваженого з ґендерної політики, яку обіймає Катерина Левченко, та покладена відповідальність за цей напрям на віцепрем’єра з питань європейської та євроатлантичної інтеграції України: Іванну Климпуш-Цинцадзе, потім — Дмитра Кулебу, Вадима Пристайка, Ольгу Стефанішину.
У 2020 році на сайті ОБСЄ представлено «Путівник ґендерної інтеграції у Збройних Силах України», створений у рамках проєкту «Посилення демократичного контролю над Збройними Силами України». Він є результатом поєднання практичного досвіду і роботи вчених у цій сфері щодо набуття ґендерної компетентності. Там зазначено 10 напрямів роботи щодо ґендерної інтеграції у ЗСУ.
Станом на травень 2021 року за підтримки громадських організацій була створена робоча група в Генеральному штабі ЗСУ щодо формування внутрішнього механізму реагування на сексуальні домагання. Відповідним департаментом Міноборони розроблено проєкт Закону України «Про внесення змін до деяких законодавчих актів України щодо врегулювання питання реагування, запобігання та протидії проявам дискримінації за ознакою статі та сексуальних домагань серед військовослужбовців».

## Права жінок у ЗСУ
Наразі у ЗСУ скасовано всі обмеження щодо військових спеціальностей, які можуть мати жінки.
Відповідно до Статті 1 Закону України «Про військовий обов'язок і військову службу»: «Жінки виконують військовий обов'язок на рівних засадах із чоловіками (за винятком випадків, передбачених законодавством з питань охорони материнства та дитинства, а також заборони дискримінації за ознакою статі), що включає прийняття в добровільному порядку (за контрактом) та призов на військову службу, проходження військової служби, проходження служби у військовому резерві, виконання військового обов'язку в запасі та дотримання правил військового обліку».
«Наразі в Міноборони ми працюємо над розробленням методичних рекомендацій для радників з гендерних питань, які, сподіваємось, будуть містити максимально корисну інформацію для того, що вони могли використовувати в своїй діяльності… У Міністерстві оборони маємо вже другий національний план дій. Для його виконання розроблено відомчий план, де чітко розписані завдання», повідомила представниця Департаменту гуманітарного забезпечення МОУ Любов Гуменюк.

### Доступ до військових посад
Лише 6 вересня 2018 року Верховна Рада України схвалила в другому читанні та в цілому з техніко-юридичними правками проєкт закону про внесення змін до деяких законів України щодо забезпечення рівних прав і можливостей жінок і чоловіків під час проходження військової служби у Збройних силах України (ЗСУ) та інших військових формуваннях. Це дозволило жінкам на законодавчому рівні здобувати бойові спеціальності. Відтоді жінки служать на посадах, які самі обрали. 

### Захист материнства
- У разі постановки задач із виїздом військовослужбовеця на законних підставах може відмовитись від відрядження, якщо у неї є дитина віком до 14 років.
- Мати-військовичка може отримати декретну відпустку у воєнний період (батько-військовий може це зробити тільки у мирний час).
- Право на відпустку по догляду за дитиною після досягнення нею трирічного віку.

На часі створення системи, яка дозволить військовослужбовицям залишити дитину в дитячому закладі, звільнивши її від виконання материнських обов'язків на час служби.

### Забезпечення військовичок формою та засобами гігієни
Забезпечення жінок, що служать у ЗСУ, жіночою військовою формою та білизною, створеними за стандартами НАТО. Хоча станом на листопад 2022 року у ЗСУ проходили службу майже 60 000 жінок, забезпечення захисниць необхідними засобами особистої гігієни та військової форми здебільшого лежало на волонтерках та волонтерах, зокрема: 
- ArmWomenNow (заснована депутаткою Київської міської ради Іриною Никорак)[19][20][21]. Уніформа ArmWomenNow наприкінці 2022 офіційно проходила експериментальне тестування в кількох військових частинках ЗСУ[21], про що заявив Міністр оборони Олексій Резніков.[22] 21 грудня 2022 року проєкт представив першу в Україні експозицію жіночої військової амуніції, включаючи бронежилети.[23] Проєкт був представлений на полях Давоського форуму 2023 року. З грудня 2022-го проходить тестування у Міноборони, опрацьовує потреби військових частин, батальйонів і бригад.
- Zemliachky. Ukrainian Front («Землячки», створила журналістка Ксенія Драганюк)[24].
- «Швейна рота» (організована в Дніпрі Мариною Пальченко та Ксенією Самойлич за підтримки ГО «Землячки» в липні 2022, налічує 150 швачок)[25].

У червні 2023 завершено другий етап військових дослідницьких випробувань літньої польової форми для жінок. Зауваження і пропозиції військовослужбовиць, які безпосередньо здійснювали дослідну експлуатацію, враховують у Міністерстві оборони. 

### Сексуальне насильство та домагання
Станом на травень 2021 року за підтримки громадських організацій була створена робоча група в Генеральному штабі ЗСУ щодо формування внутрішнього механізму реагування на сексуальні домагання. Відповідним департаментом Міноборони розроблено проєкт Закону України «Про внесення змін до деяких законодавчих актів України щодо врегулювання питання реагування, запобігання та протидії проявам дискримінації за ознакою статі та сексуальних домагань серед військовослужбовців». У липні 2021 року профільний комітет ВР рекомендував парламенту ухвалити законопроект, спрямований на протидію сексуальним домаганням в армії.

### Проєкт «Невидимий Батальйон»

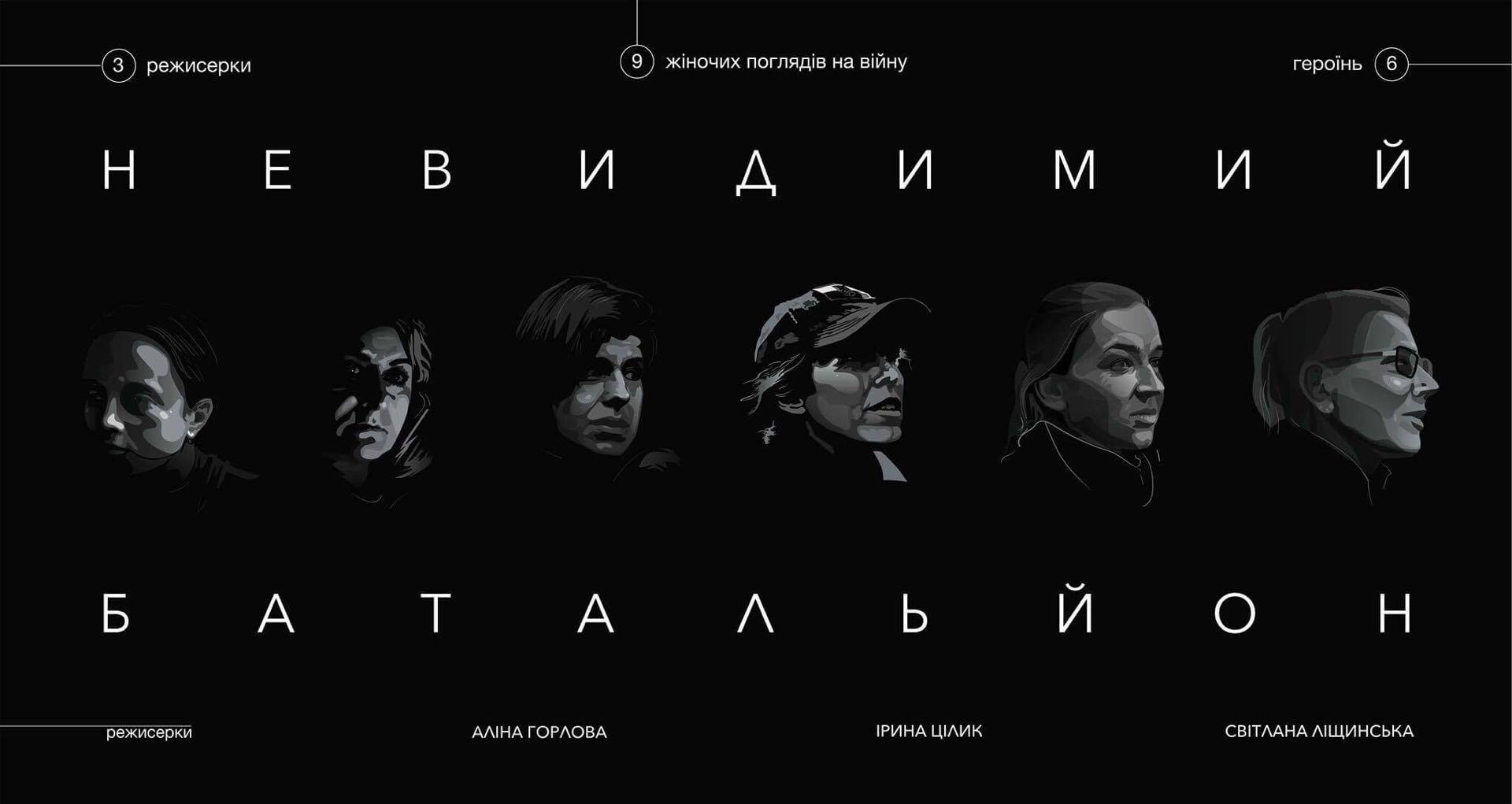
Невидимий Батальйон

Невидимий Батальйон — адвокаційний правозахисний громадський проєкт про українських жінок на війні, заснований в 2015 році, який розпочався із соціологічного дослідження про участь жінок у війні, проведеного соціологами із Києво-Могилянської академії. Серед досягнень проєкту: завдяки широкому суспільному розголосу розширено список посад, які можуть займати жінки в Збройних силах України. Іншими досягненнями проєкту є випуск документального фільму «Невидимий Батальйон» про участь жінок у бойових діях на сході України, виставка фотографій жінок-військових в Міністерстві оборони України, у Верховній Раді України та в Представництві органу ООН-Жінки в Україні, проведення заходів разом із Юридичною сотнею, дослідження правового положення жінок в секторі безпеки і оборони.
Однією з учасниць ініціативи була Вікторія Дворецька, доброволиця батальйону «Айдар», учасниця російсько-української війни з 2014 року. Вона звільнилася зі служби через неможливість офіційно обіймати свою фактичну посаду заступниці командира роти. У лютому 2016 року Вікторія закінчила курси з підготовки офіцерів запасу Національного університету оборони імені Івана Черняховського і стала першою жінкою в Україні, що отримала бойову військову спеціальність – командира механізованих підрозділів, з’єднань та частин. Дозволу на зарахування на курс вдалося домогтися завдяки активності громадськості і побратимів Вікторії. У березні того ж року Вікторія Дворецька повернулася на службу і стала першою жінкою, офіційно призначеною на бойову командирську посаду – заступниці командира роти вогневої підтримки, командира ротного опорного пункту. 

### Український жіночий ветеранський рух

Лого Жіночого ветеранського руху

Громадська організація Ветеранка створена 2019 року, об'єднує ветеранок російсько-української війни, діючих військовослужбовиць та волонтерок, захищає права ветеранок та діючих військовослужбовиць та займається провадженням рівних прав і можливостей через законотворення.

## Військова освіта українок

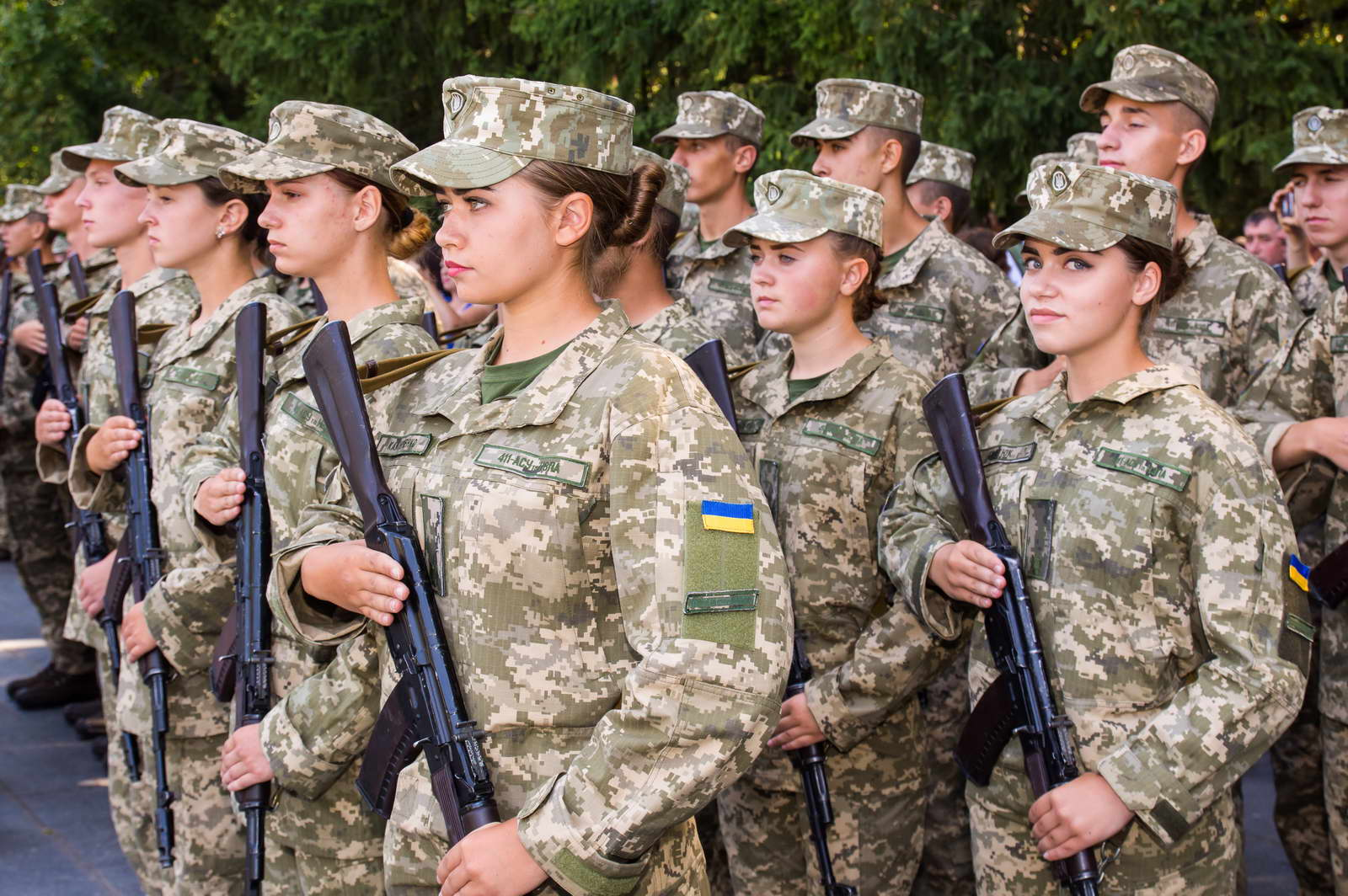
Курсантки Харківського національного університету Повітряних Сил імені Івана Кожедуба, 2018

У 2019 році Київський військовий ліцей імені Івана Богуна вперше в історії закладу набрав курс із 20 дівчат. У 2021 році перші 18 ліцеїсток випустилися. У 2023 році був третій жіночий випуск із 25-ти ліцеїсток.

### Українська Жіноча Варта

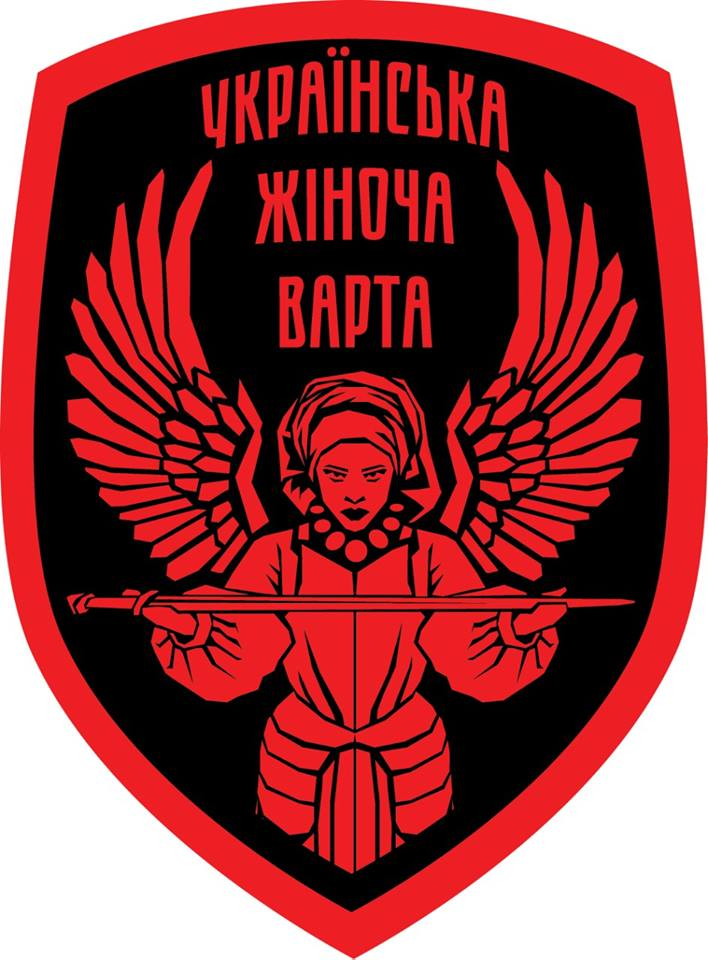
Шеврон УЖВ

Всеукраїнська добровільна парамілітарна жіноча організація, яка готує цивільних жінок на випадок кризової ситуації, у 2014 заснована адвокаткою Оленою Білецькою. Почала роботу з масових навчань жінок домедичної, загальновійськової, психологічної та психіатричної підготовки та самооборони, які у 2014—2017 пройшли понад 30 000 жінок по всій Україні. Багато членкинь беруть участь у бойових діях, волонтерять на фронті. Курси проходять жінки усіх вікових категорій, від 15 до 70 років. Багато з них потім вступають до регулярної армії. 
Перед російським вторгненням в лютому 2022 спостері сплеск попиту на курси самооборони та виживання. На два тренінги "Як вижити в місті у випадку воєнних дій та надзвичайних ситуацій" перед вторгненням записалося 2400 жінок. На плановані на 26 і 27 лютого тренінги надійшло понад 1500 запитів. 
Організація також надає юридичну, психологічну, інтеграційну, консультаційну допомогу жінкам та жіночим громадам, військовичкам та їх родинам, навчає жінок з розвитку особистості та сприяє створенню жіночих соціальних підприємств.

## Суспільне сприйняття
85% громадян та громадянок України позитивно ставляться до жінок, які служать у ЗСУ (дослідження  «Питання дискримінації різних соціальних груп в ЗСУ» від березня 2023). 81 % опитаних вважають, що жінка може командувати бойовим підрозділом, так само як і чоловік. При цьому, 48% опитаних вважали нерівності між жінками та чоловіками в ЗСУ рідкісними, а 51% вважали, що жінки в українській армії не зазнають дискримінації.
«Я пишаюсь українськими жінками у Збройних Силах. Українські жінки надсильні, і ми це демонструємо світові. Вони виконують важку чоловічу роботу з надмірними навантаженнями. У нас зняті всі обмеження по професіях, які можуть опанувати у ЗСУ жінки. Тепер жінки у нас танкісти, артилеристи, снайпери тощо. І це потужна українська сила», — підкреслила заступниця Міністра оборони України Ганна Маляр під час Всеукраїнського Форуму «Лідерство жінок під час війни».

## Історія українок у національно-визвольній боротьбі

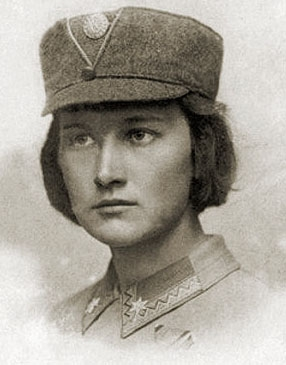
Олена Степанів, перша в світі жінка, офіційно зарахована на військову службу в званні офіцера; четарка Української галицької армії

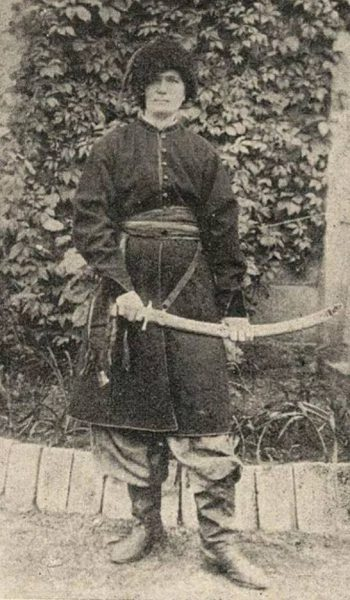
Харитина Ізбицька, хорунжа Армії УНР. Перша жінка, яка отримала українську державну нагороду у ХХ ст. (жетон ордена Залізного хреста, Хрест Симона Петлюри).

### Жінки Козаччини
Олена Зависна, Кошова Христя, Солоха Донцівна, лучниця Варвара Мотора й інші козачки — частина української історії та фольклору XVI–XVII століть. Анастасія Маркович, дружина гетьмана Скоропадського, часто втручалася в державні справи, за що її прозвали Настею-гетьманшею.
За переказами, в козацьких таборах були жінки, що супроводжували загони в походах: «білоголові» — дружини старшини і заможних козаків, «дівки-бранки», кухарки, «ворожки-чарівниці», оточені гуртами помічниць, які за потреби виконували різні функції — від сестер-жалібниць до зв’язкових і шпигунок.

### Мирний час (1991—2014)
Станом на березень 2008 року в українській армії служило та працювало 50 000 жінок. Більшість із них — у медичній службі, зв'язку та бухгалтерії. Протягом березня 2008 року у військових установах України навчалось 119 дівчат. Україні у спадок від СРСР дісталися цивільні вищі навчальні заклади, які, крім професійної освіти, містили військову кафедру для молоді обох статей. У миротворчих операціях України задіяно 27 жінок. Одна із них, Валерія Парада, була нагороджена медаллю ООН.

#### Революція гідності (2013—2014)
Під час Революції гідності 2013 року Анною Коваленко була створена 39 Жіноча сотня Самооборони Майдану зі 150 учасниць. Сотня брала участь у протистояннях 18—22 лютого, несла варту на барикадах, патрулювала, проходила навчання з надання першої медичної допомоги, а також з юристами, психологами, вивчали різновиди газів та основи вуличних протистоянь, набували навичок користування протигазами.

### Російсько-українська війна (з 2014)

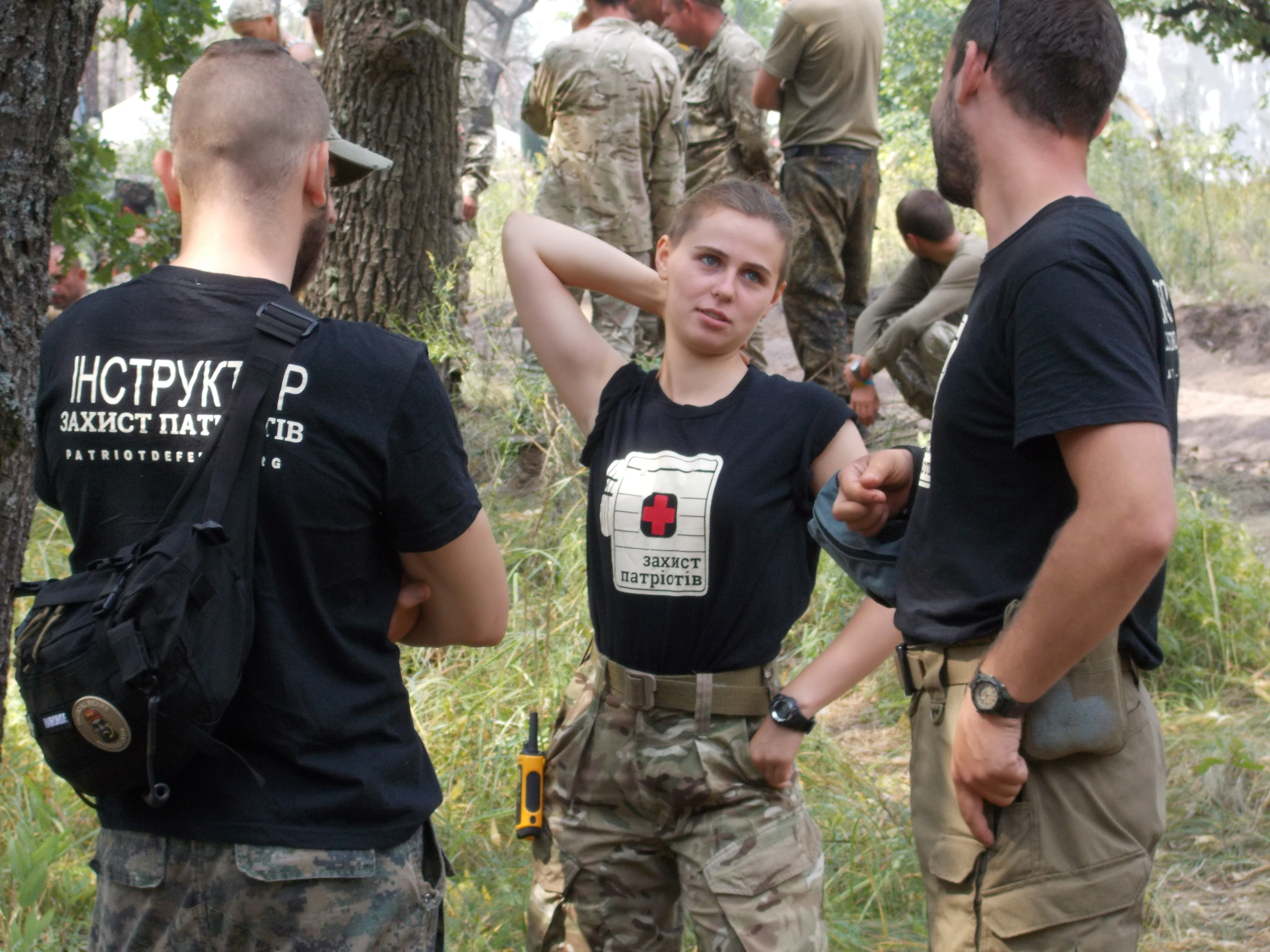
Анастасія Шевченко, учасниця війни на Сході і співачка, на батальйонних навчаннях, 2015

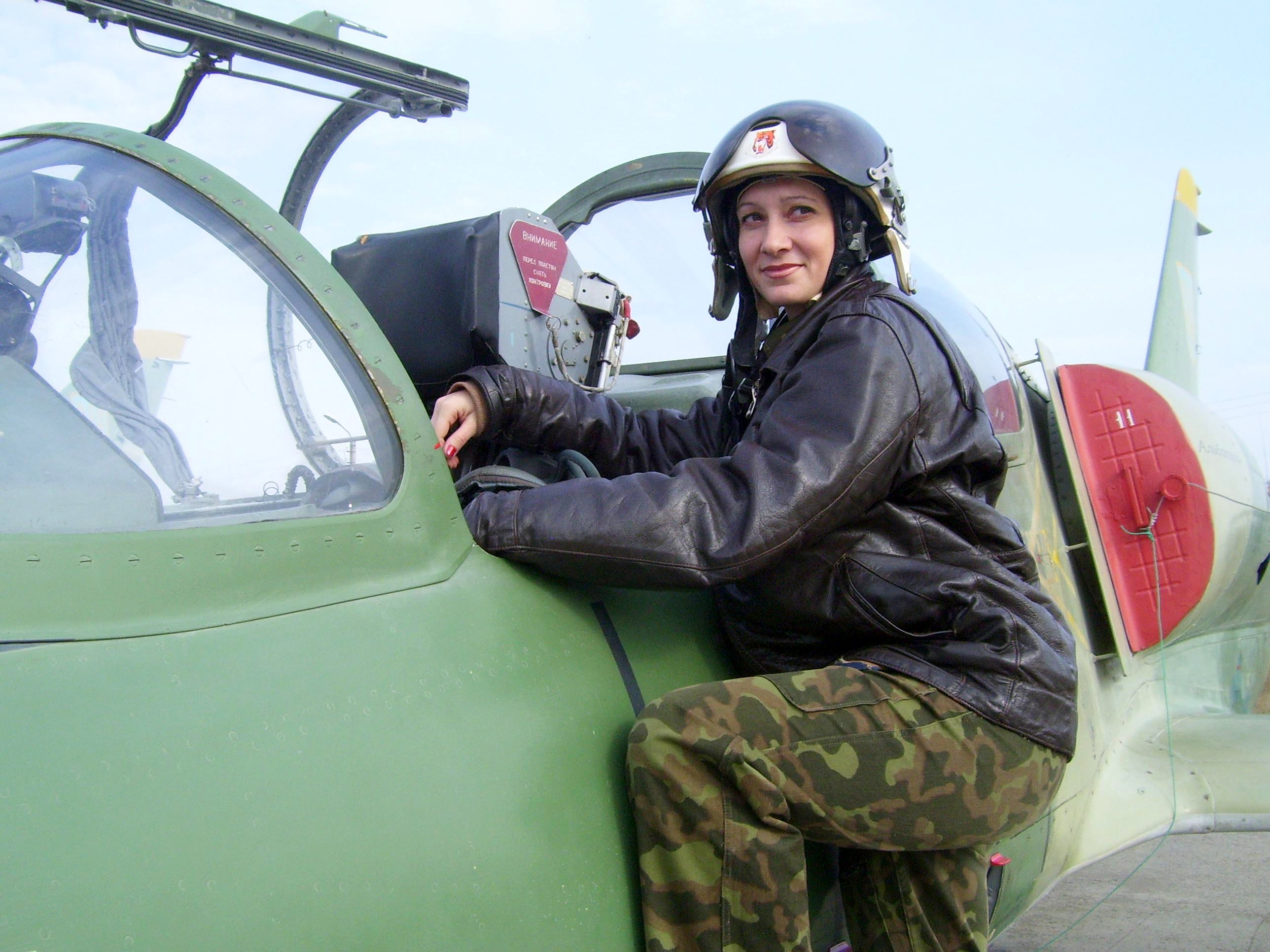
Пілотеса ЗСУ сідає в літак, 2009

#### Війна на сході України
З початком російсько-української війни в 2014 році відбулося значне зростання ролі жінок в українському війську, включаючи доступ до посад, які були раніше зарезервовані лише для чоловіків. Вони стали доступними і для жінок, а загальна кількість жінок, які приєдналися до Збройних сил України, станом на жовтень 2016 зросла більш ніж вдвічі.

#### Повномасштабне вторгнення з 2022 року
Ще значніша кількість жінок зголосилася воювати в українських військах у відповідь на повномасштабне російське вторгнення у лютому 2022 року. В репрезентативному загальнонаціональному опитуванні, проведеному 3-4 березня 2022, 59% українських жінок заявили, що "готові особисто взяти участь у збройному спротиві, щоб покласти край російській окупації України". Після повномасштабного вторгнення почалося збільшення чисельності жінок усіх категорій особового складу.
Міа Блум і Софія Москаленко з Університету штату Джорджія заявили, що «українські жінки історично насолоджувалися незалежністю, яка не поширена в інших частинах земної кулі», і що «Україна пропонує унікальне уявлення про роль, яку жінки можуть відігравати у захисті нації та як власних лідерів».
У перші дні вторгнення польова медикиня Інна Дерусова врятувала життя понад 10 солдатів під час боях за Охтирку, перш ніж загинула під час російського артилерійського обстрілу. 12 березня 2022 року Дерусова стала першою жінкою, якій посмертно присвоєно найвище національне військове звання Героя України.
28 листопада 2022 року міністр оборони України Олексій Резніков в ході Шостого жіночого форуму повідомив, що з моменту російського вторгнення в Україну в Україні загинула 101 жінка-військовослужбовиця, 100 отримали поранення, 50 вважаються зниклими безвісти.

## В культурі
- Документальний фільм Невидимий Батальйон (2017, режисерки Аліна Горлова, Ірина Цілик, Світлана Ліщинська, продюсерка Марія Берлінська) про роль жінок у війні на сході України.
- Документальний фільм Явних проявів немає (2018, режисерка Аліна Горлова) про ветеранку війни та шлях її реабілітації.
- Документальний фільм Вона та війна (2017, режисерка Марія Кондакова)
- Документальний фільм Земля блакитна, ніби апельсин (2020, режисерка Ірина Цілик) про життя жінок у прифронтовій зоні.
- Документальний фільм Внутрішні війни (2022, режисерка Марія Кондакова) про трьох військовичок на лінії фронту.
- Художній фільм Бачення метелика (2022) про сексуальне насильство проти української аеророзвідниці в російському полоні.

## Втрати

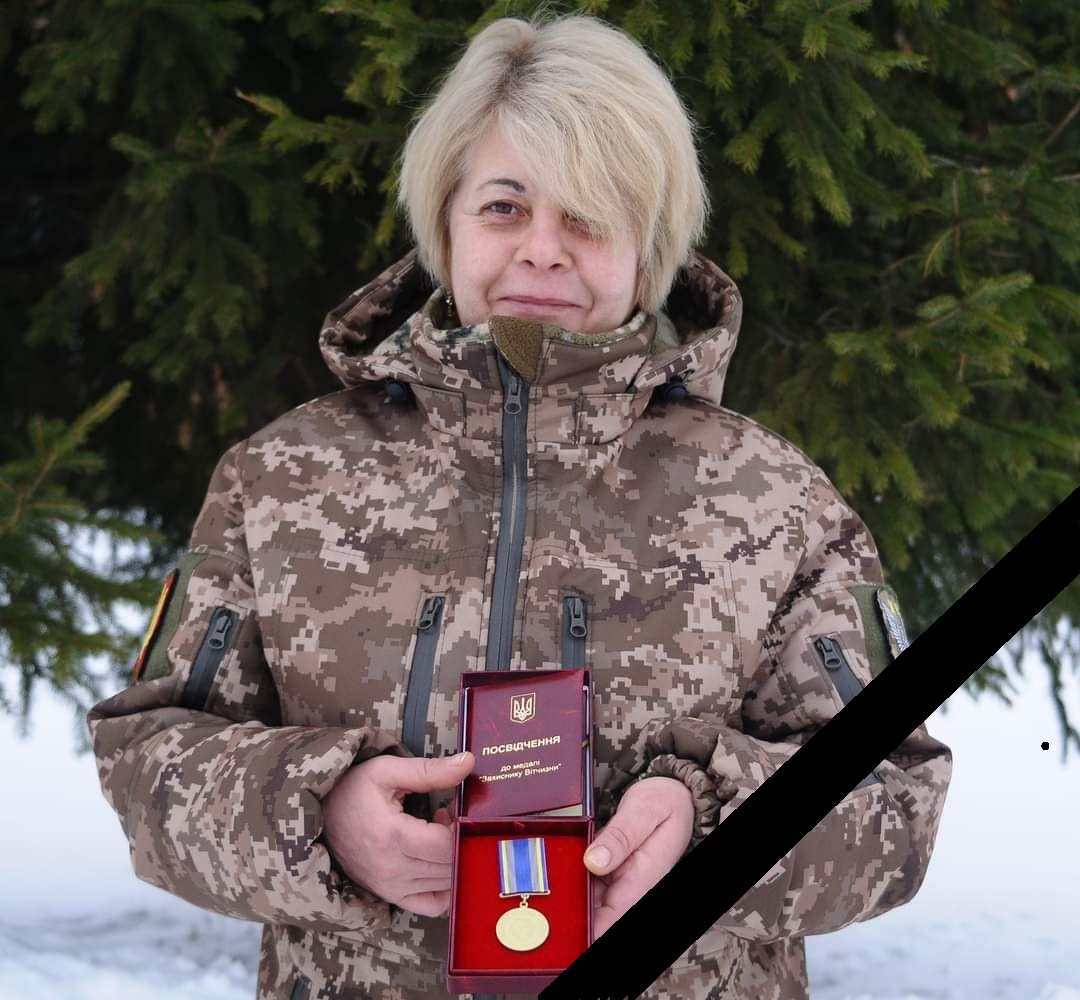
Інна Дерусова з медаллю «Захиснику Вітчизни» у січні 2022, Герой України посмертно.

За словами заступниці Міністра оборони України Ганни Маляр, за час повномасштабного вторгнення станом на 4 травня 2023 року загинуло 107 українських військовослужбовиць.
Відомі також втрати серед жінок Збройних сил України у різних військових конфліктах.